# 1 E-25 kg
A különböző nagyságrendek összehasonlításának segítésére az alábbiakban fel vannak sorolva az atomtömegek a 60.22 u és a 602.2 u (10−25 kg és 10−24 kg, vagy 100 yoctogramm és 1 zeptogramm) között.
- kisebb tömegek
- 91.224 u (151.481 yg) – a cirkónium atomtömege
- 92.90638 u (154.27465 yg) – a nióbium atomtömege
- [98] u (163 yg) – a technécium atomtömege
- 101.07 u (167.83 yg) – a ruténium atomtömege
- 102.90550 u (170.87858 yg) – a ródium atomtömege
- 107.8682 u (179.1193 yg) – az ezüst atomtömege
- 112.411 u (186.663 yg) – a kadmium atomtömege
- 168.93421 u (280.52182 yg) – a túlium atomtömege
- 196.96655 u (327.070441 yg) – az arany atomtömege
- [251] u (417 yg) – a kalifornium atomtömege
- [257] u (427 yg) – a fermium atomtömege
- [258] u (428 yg) – a mendelévium atomtömege
- [259] u (430 yg) – a nobélium atomtömege
- [261] u (433 yg) – a raderfordium atomtömege
- [262] u (435 yg) – a laurencium atomtömege
- nagyobb tömegek